# Chiesa di Santa Maria Sopra Porta
La chiesa di Santa Maria sopra Porta, poi detta di San Biagio, è un edificio religioso sconsacrato del centro storico di Firenze, situato in piazza di Parte Guelfa, angolo vicolo della Seta. È oggi sede della biblioteca di Palagio di Parte Guelfa.

## Storia
Ricordata dal 1038, era così chiamata perché sorgeva presso la porta meridionale della cinta muraria carolingia, dandogli poi il nome (Por "Santa Maria") e ricavandone l'appellativo di "Sopra Porta". Qui, nel 1216, dovevano svolgersi le nozze combinate tra Buondelmonte de' Buondelmonti e Reparata di Lambertuccio degli Amidei, ma il ripudio della sposa portò, secondo la tradizione, alla divisione della città in due schieramenti, poi inquadrati come Guelfi e Ghibellini. Sempre qui ebbe sede il consiglio in cui Mosca dei Lamberti avrebbe detto la celebre frase Cosa fatta capo ha, che convinse gli Amidei a uccidere Buondelmonte. La parrocchia era essenzialmente abitata da famiglie ghibeline, quali gli Amidei, appunto, ma anche gli Arrighi, i Fifanti e gli Uberti. 

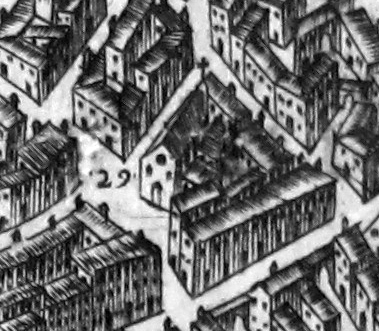
La chiesa nella carta del Buonsignori (1594)

In seguito alle demolizioni delle case dei ghibellini qui presenti, anche la chiesa venne ricostruita nella seconda metà del Duecento, probabilmente cambiandone l'orientamento e spostando l'ubicazione, un tempo probabilmente più a ridosso di via Por Santa Maria. Anche il nome venne cambiato, probabilmente per lasciarsi alle spalle il ricordo delle strenue lotte civili, con una nuova dedica a san Biagio di Sebaste, forse scelta perché venerato dai cardatori della zona come protettore dai mali della gola, di cui soffrivano cronicamente. 
Divenne sede delle riunioni dei Capitani di Parte Guelfa fino al 1267, quando essi iniziarono a costruire accanto ad essa il proprio palazzo. Il priore Federico de' Bardi fece poi costruire sul fianco sinistro dell'edificio, lungo l'odierno vicolo della Seta, una cappella dedicata a san Bartolomeo, ancora esistente. 
Nella chiesa veniva conservata la Martinella (da "Marte"), la campana che suonava quando scoppiava una guerra e che faceva radunare la popolazione di leva per la creazione della milizia. Se originariamente veniva issata davanti al portale della chiesa, col tempo si prese ad attaccarla sul carroccio della Repubblica, che stazionava in piazza del Mercato Nuovo, dove poteva radunarsi una maggiore folla. Passati i tempi del libero Comune venne attaccata alla torre di Arnolfo, dove ancora oggi si trova.  

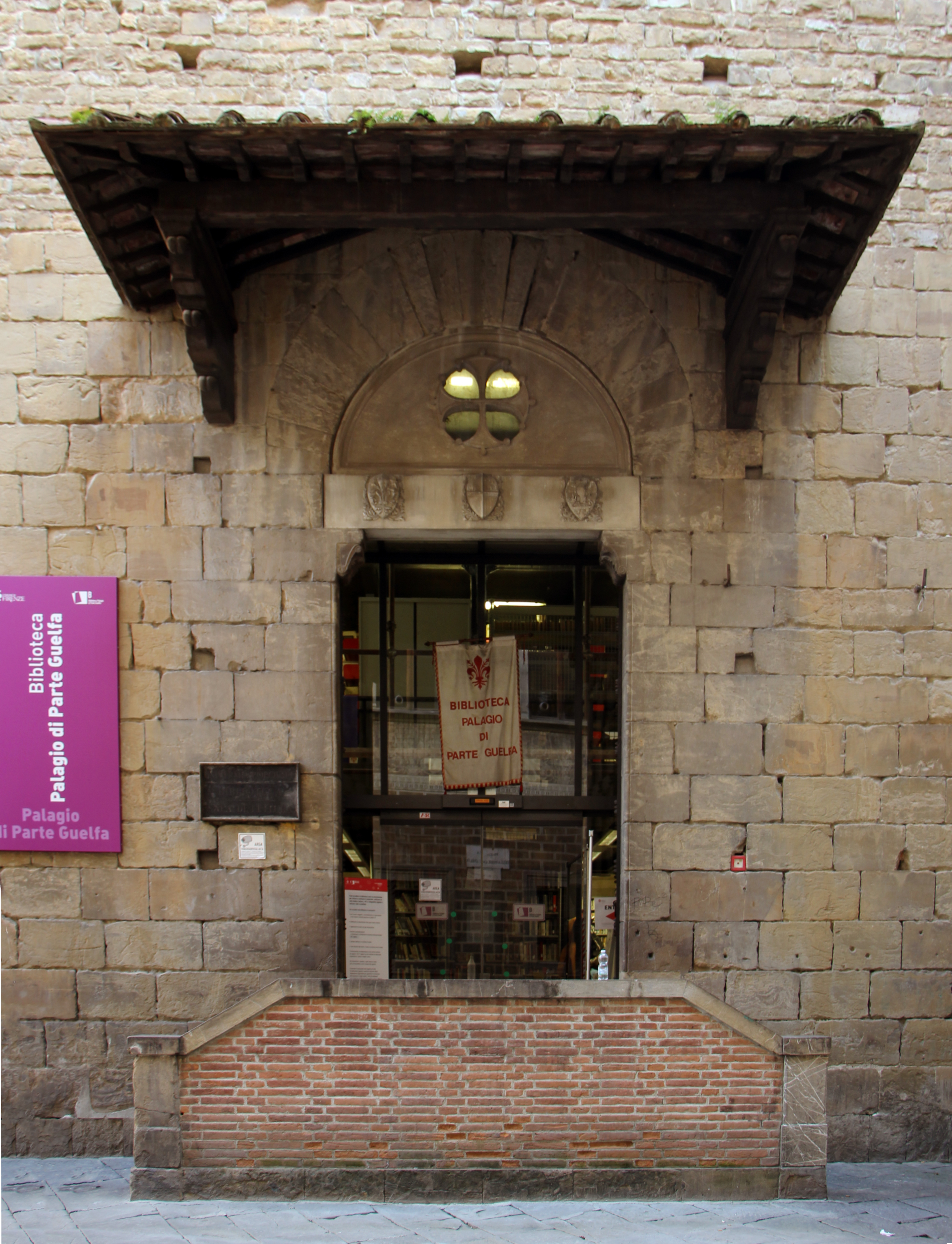
Il portale

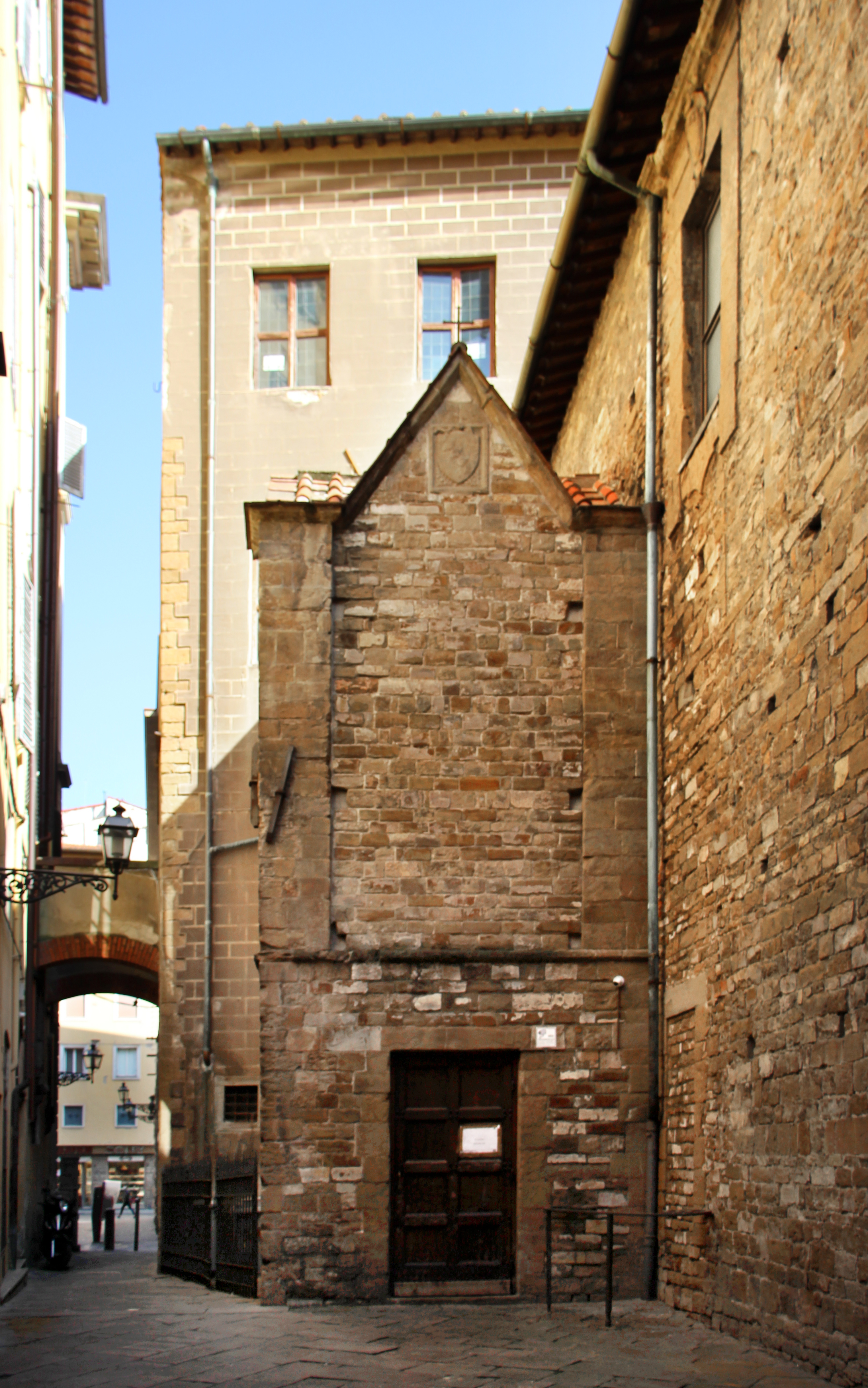
La cappella di San Bartolomeo dei Bardi

Soppressa nel 1785, la chiesa di San Biagio nell'Ottocento ospitò la caserma del Corpo dei pompieri (erede della Guardia del Fuoco istituita nel 1416 presso Santa Maria in Campidoglio, nella via appunto detta del Fuoco): questo passaggio segnò la distruzione delle decorazioni dell'aula, degli altari e la dispersione degli arredi, oltre all'apertura di una grande porta nella fiancata per il passaggio degli automezzi. Negli anni venti del Novecento fu restaurata su progetto di Alfredo Lensi, direttore dell'Ufficio Comunale di Belle Arti, in concomitanza col vicino palagio di Parte Guelfa, col quale forma da allora un unico complesso, unito negli interni, assieme anche al palazzo dell'Arte della Seta. 
Il Comune di Firenze assegnò inizialmente il palazzo all'Università popolare, destinando la chiesa a sede della sua biblioteca, funzione che sostanzialmente è rimasta inalterata anche quando questa istituzione è stata chiusa (ai primi anni ottanta), arrivando così ai giorni nostri come biblioteca comunale.

## Descrizione
La chiesa è rimasta l'ultima di Firenze a presentare una doppia rampa d'accesso sulla facciata per accedere al portale, una caratteristica un tempo molto diffusa in questa area della città, prima che altre chiesette della zona venissero abbattute per fare spazio a piazza della Repubblica (San Pier Buonconsiglio, Sant'Andrea). Il parato presenta solide bugne in pietraforte per la metà della facciata, più piccole lungo la fiancata sul vicolo della Seta e sostituite dal filaretto nella parte superiore, dove si aprono un grande oculo (in facciata) e alcune finestre cinque-seicentesche sul lato, con stemmi riferibili alla famiglia Carosi o Di Niccola.
Sul portale, coperto da una tettoia e coronato da arco pieno recante un croce di Pisa nel rosoncino, l'architrave (rifatta nei restauri neomedievali) presenta gli stemmi di Firenze, la Croce del Popolo e della Parte Guelfa. A sinistra sporge dall'edificio la cappella Bardi, dotata di una porta per l'accesso privato, con abrasi stemmi Bardi sulle cuspidi. L'interno, comunicante con la navata attraverso un arco, della cappella, oggi ufficio della biblioteca, ha sulla volta affreschi molto deperiti della cerchia di Maso di Banco.